# 汗姓
汗姓，汉族罕见姓氏，在山西长治、临汾，江西新余等地有分布。

## 读音
《中华古今姓氏大辞典》为该姓氏标音为“Hàn”。

## 典籍记载
《续通志·氏族略》中记载称周代有楚国门客名为汗明。

## 延伸阅读
[在维基数据编辑]
 《欽定古今圖書集成·明倫彙編·氏族典·汗姓部》，出自陈梦雷《古今圖書集成》